# Expedición corsaria de Brown al Pacífico
Entre 1815 y 1816 el marino de origen irlandés al servicio de las Provincias Unidas del Río de la Plata, Guillermo Brown, encabezó una expedición de corso a las costas sudamericanas del océano Pacífico Sur con el objeto de hostilizar el comercio marítimo español y obtener recursos pecuniarios.

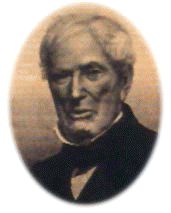
Guillermo Brown.

## Antecedentes
El 22 de mayo de 1815 el Cabildo de Buenos Aires anunció al pueblo que se esperaba la posibilidad del arribo de una expedición española al Río de la Plata al frente de Pablo Morillo, en realidad dirigida a la Costa Firme. Entre las medidas militares que anunció estaba una expedición naval a las costas de Chile y del Perú:

El gobierno medita por su parte todas las medidas para oponer una vigorosa resistencia a tan infausta agresion. Entre ellas es la mas importante el apresto de una escuadra respetable al mando del benemérito coronel don Guillermo Brown. Existen en el puerto y son de la propiedad del estado, los buques que han de formarla, aquellos que bajo la direccion de este ilustre jefe, humillaron las fuerzas navales de Montevideo, y dieron un dia de gloria a la patria. [cita requerida]

Al iniciarse los aprestos de la expedición se vio que no era posible realizarla contra buques de guerra de la armada española, pues los buques con que se contaba eran comerciales y no militares. Algunos emigrados chilenos en Buenos Aires, tales como el presbítero Julián Uribe, sugirieron al gobierno que lanzara los barcos en una expedición corsaria a las costas del Pacífico contra civiles, sin empeñarlos en una guerra naval regular contra militares. El corso afectaría el comercio español, sembraría alarma y generaría recursos económicos. El Gobierno de Buenos Aires aceptó la sugerencia y ordenó en junio de 1815 aprestar cinco barcos para realizar la expedición. Aunque los aprestos se realizaban en secreto, algunos realistas de Buenos Aires intentaron pasar comunicaciones a Chile para preparar acciones de defensa, pero el gobernador de Cuyo, José de San Martín, logró interceptar esos intentos.

## Organización de la expedición

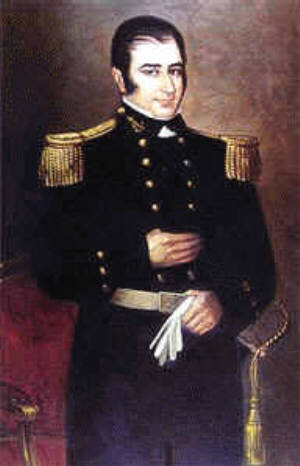
Hipólito Bouchard.

El director supremo cambió luego de parecer y los aprestos se suspendieron. Exiliados chilenos encabezados por Uribe obtuvieron recursos y adquirieron la goleta estadounidense Constitución, logrando reactivar la expedición como una empresa privada apoyada por el gobierno. El mando de la expedición corsaria fue otorgado al comandante de las fuerzas navales de las Provincias Unidas del Río de la Plata, coronel Guillermo Brown, quien había obtenido renombre durante la Campaña naval de 1814 contra los realistas de Montevideo. Como premio por esa campaña, el 2 de agosto de 1814 el «director supremo» Gervasio Antonio de Posadas le obsequió la fragata Hércules, que Brown aprestó para la expedición de corso.
El gobierno participó de la expedición por medio del bergantín Santísima Trinidad, puesto bajo el mando del capitán Miguel Brown, hermano del comandante Guillermo Brown. También aportó 4000 pesos para diversos gastos de apresto. Hipólito Bouchard se asoció también aportando la corbeta de su propiedad llamada Halcón.
La escuadrilla corsaria quedó formada por 4 barcos con más de 150 cañones y más de 500 tripulantes:
- Fragata Hércules, al mando del capitán Walter Dawes Chitty (cuñado de Brown). Tenía 20 cañones y 200 tripulantes, aunque zarpó solo con 102. Era el buque insignia y el más grande de la escuadrilla, y en él viajaba el comandante Guillermo Brown.
- Bergantín Santísima Trinidad, al mando del capitán Miguel Brown. Tenía 32 cañones y 130 tripulantes. Fue entregada en préstamo a Brown.
- Corbeta Halcón, al mando del capitán Hipólito Bouchard. La corbeta había sido comprada al Estado argentino por el armador Vicente Anastasio Echevarría en septiembre de 1815 por solo 8000 pesos «en consideración al importante servicio que va a efectuar». De resultar favorable la expedición, Echevarría debería pagarle al Estado 2000 pesos adicionales. Los oficiales de la nave eran principalmente franceses, pero el segundo comandante, Robert Jones, era británico. Formaba parte de la tripulación el capitán de caballería chilena Ramón Freire Serrano. Fue armada con 12 cañones de 8 libras y 6 carronadas de a 10 y tripulada por 100 hombres, en su mayoría franceses.
- Goleta Constitución, al mando del capitán Oliverio Russell. Su tripulación la componían chilenos emigrados en Buenos Aires, entre ellos Julián Uribe, vocal de la Junta de Gobierno de Chile.

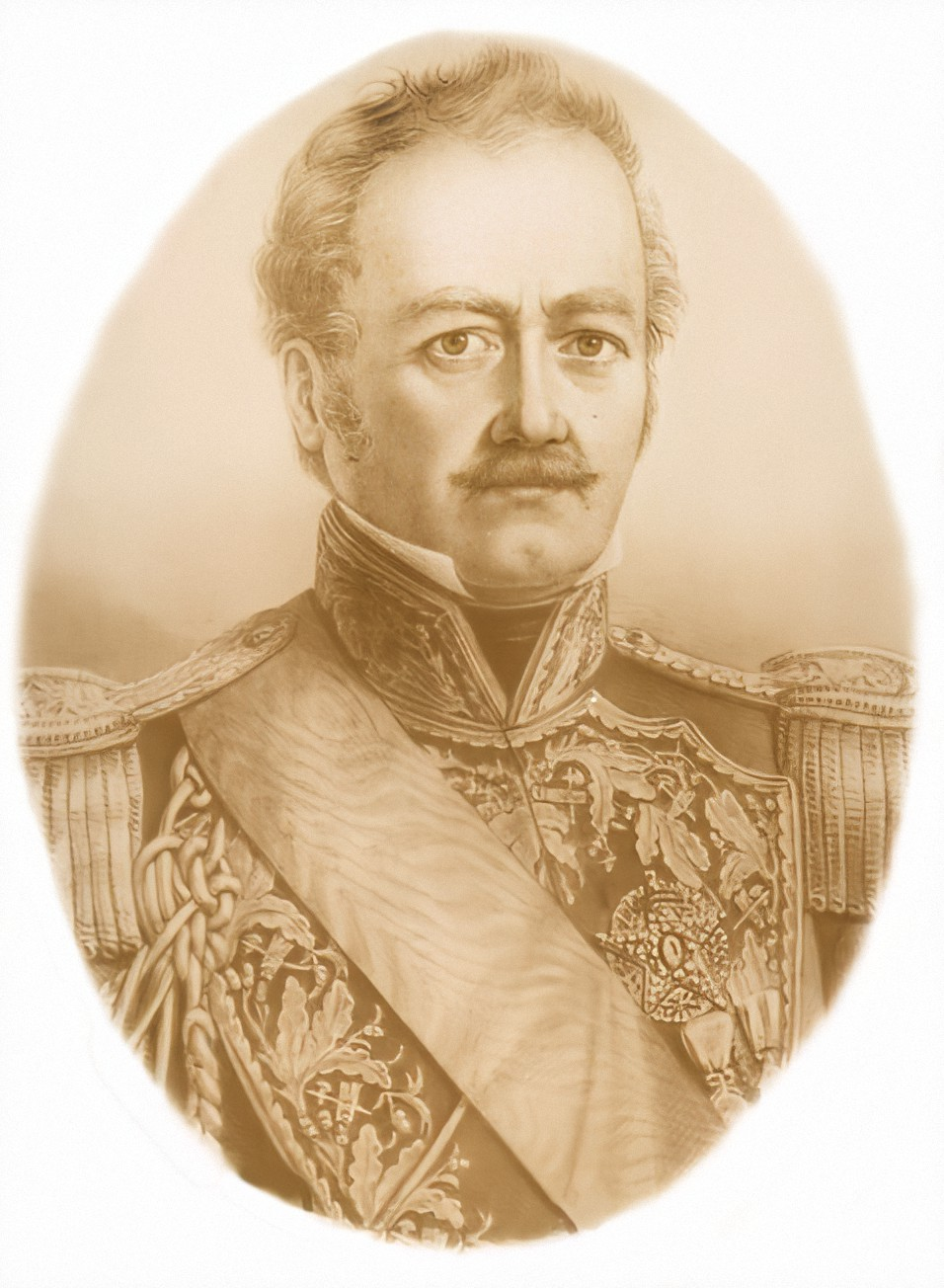
Ramón Freire Serrano.

Otros chilenos que viajaron en la expedición fueron el capitán de artillería Nicolás García y el capitán de infantería Pablo Vargas. Entre los tripulantes de los cuatro buques había gran número de chilenos. La goleta Constitución estaba tripulada completamente por chilenos, al igual que la corbeta Halcón, donde iba el grueso de la tropa de desembarco formada por los dragones chilenos que estaba al mando de Ramón Freire.
El 1 de septiembre de 1815 se firmó el convenio entre el gobierno y los armadores y tripulantes de los buques. Se estipuló que las presas obtenidas se venderían en Buenos Aires y su producto se dividiría en 9 partes. Una parte sería para el Estado, 2 partes para Brown, y el resto se repartiría entre los tripulantes en proporción a su rango.
El plan de operaciones de la expedición prevía atacar el comercio naval español en el Pacífico sur, apresando sus naves y cargamentos. También se pensaba desembarcar en algunos puertos para intentar sublevar a sus habitantes, en donde se leería una proclama del supremo director de las Provincias Unidas del Río de la Plata que los invitaba a sublevarse. Se pensaba también en apoderarse por sorpresa del presidio de las islas Juan Fernández, para liberar a los patriotas prisioneros allí. San Martín propuso que los barcos entraran en comunicación con el guerrillero chileno Juan Pablo Ramírez, mediante un código de señales, pero este no llegó a tiempo.

## Partida de la expedición
Antes de zarpar se produjo un choque entre Bouchard y los oficiales del Halcón, cuando el agente de la expedición, Severino Prudant, promovió el levantamiento de la plana mayor. Debido a la intervención de Echevarría, el conflicto no pasó a mayores.
Los barcos Hércules y Santísima Trinidad zarparon del Puerto de Buenos Aires el 15 de octubre de 1815, partiendo hacia el sur desde Montevideo el 24 de octubre. Las otras dos embarcaciones zarparon el 29 de octubre, luego de terminar sus aprestos. La escuadrilla debía reunirse en la isla Mocha, en las costas de la Araucanía, en donde descansarían y ajustarían los detalles.
Al transponer el cabo de Hornos los vientos llevaron a los barcos Hércules y el Santísima Trinidad hacia el océano Glacial Antártico hasta el paralelo 65° S. En la memoria naval institucional llamada Acciones navales de la República Argentina, 1813-1828, escrita por Brown, escribió:

Después de dar vuelta el cabo de Hornos y de soportar los vientos reinantes en estos parages, y después de haber llegado hasta los 65 grados de latitud, en cuyo parage la mar se les presentó muy llana con horizonte claro y sereno, sin malos signos, lo que indicaba que no estaban muy lejos de la tierra, el bergantín Trinidad perdió el tajamar...

Algunas fuentes argentinas mencionan que Brown habría avistado tierras antárticas en esa expedición, afirmando que es la razón por la cual en la cartografía argentina suele llamarse Tierra de la Trinidad a la parte más septentrional de la península antártica (por el navío Trinidad), pero Brown tampoco hizo mención alguna de ese supuesto avistaje en sus Memorias escritas cuando ya se conocía la existencia de la Antártida, en las que se refiere al hecho de la siguiente manera:

Después de dar vuelta al cabo de Hornos, soportando los acostumbrados temporales de viento de esos mares, el bergantín Trinidad, al mando de D. Miguel Brown, mi hermano, perdió el tajamar (al cual están asegurados los barbiquejos de la roda), exponiendo a peligro inminente al bauprés...

Ambos barcos sufrieron averías con pérdida de provisiones, debiendo recalar en el estrecho de Magallanes, en donde desertaron 4 marineros.

## Medidas defensivas en Chile
El 26 de diciembre de 1815 llegó a Valparaíso la fragata estadounidense Indus, procedente de Río de Janeiro, con el aviso del agente español en esa ciudad anunciando que se había estado preparando una expedición corsaria de Buenos Aires a las costas del Pacífico, de la que luego se desistió. El oficial español que llevaba la noticia, capitán José Manuel Leaniz, informó al día siguiente haber reconocido en la isla Mocha a uno de los buques que se habían estado aprestando. El gobernador realista de Chile, Francisco Casimiro Marcó del Pont, tomó urgentes medidas defensivas, envió armamentos a Valparaíso y proyectó fortificaciones, dispuso el regreso de la corbeta de guerra Sebastiana que navegaba por los mares del sur, y ordenó que no saliera ningún barco de los puertos de Chile. Solicitó también infructuosamente al capitán de la fragata británica Infatigable, que se hallaba de paso en Valparaíso, que atacara a los corsarios. Por medio de un lanchón dio aviso al virrey del Perú en Lima.

## En la isla Mocha
Los hermanos Brown arribaron a la isla Mocha el 28 de diciembre de 1815, mientras que la Halcón lo hizo un día más tarde. Al llegar, Bouchard manifestó su convicción de que la Constitución se había hundido, pues al pasar el cabo de Hornos los azotó una tempestad durante catorce días. La nave comandada por Russell se encontraba cargada con cañones de grueso calibre y una importante carga, por lo que creía que no pudo resistir. Ni la Constitución ni su tripulación volvieron a ser vistos.
En la isla, Brown y Bouchard acordaron, el 31 de diciembre de 1815, operar juntos durante los primeros cien días de 1816. También acordaron la forma en que iban a ser divididas las presas: debían ser divididas en cinco partes, de las cuales dos le correspondían a Brown por ser el comandante en jefe, una y media para la Santísima Trinidad y la misma proporción para la Halcón.

## Ataque al Callao

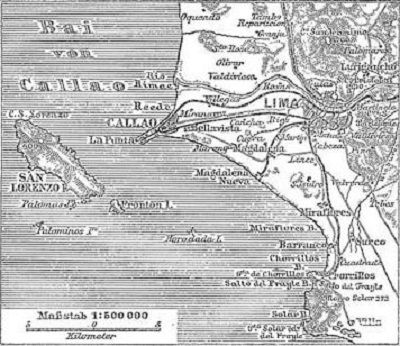
Mapa histórico del Callao (1888).

Después de esperar insfructuosamente unos días a la Constitución en la isla Mocha, los corsarios zarparon. La Hércules se dirigió al archipiélago Juan Fernández para intentar liberar a los prisioneros patriotas del presidio. Una tormenta procedente del sur rompió el bauprés de la nave al acercarse a la isla y la arrastró hacia el Callao (el puerto de Lima). El Santísima Trinidad y la Halcón navegaron juntos en dirección norte sin acercarse a la costa hasta el punto de reunión convenido con la fragata Hércules en las cercanías del Callao. A su paso atacaron barcos de bandera española generando alarma en la costa. Cerca de la isla Mocha capturaron y hundieron a la goleta Mercedes que había partido de Chiloé, los marineros y parte de la carga de la goleta fueron destinados a la expedición.
El 10 de enero de 1816 los barcos se reunieron en los farallones del islote Hormiga, 62 km al oeste de la costa del Callao. El 11 de enero apresaron al bergantín San Pablo, que había partido del Callao, al cual convirtieron en pontón para depositar víveres y prisioneros y para alojar a los enfermos de escorbuto. El 12 de enero capturaron la fragata Gobernadora, que llegaba al Callao proveniente de Guayaquil (Ecuador) con un cargamento de cacao y cera. En ella era conducido prisionero al Callao el teniente coronel Vicente Vanegas, oficial del Ejército Republicano de Nueva Granada, quien se sumó a la expedición. Un pequeño pailebot que se dirigía a los puertos intermedios también fue capturado y ambos barcos fueron armados para aumentar la expedición. El 18 de enero capturaron cuatro embarcaciones: la goleta Carmen, el bergantín Místico y dos naves más, una de las cuales fue saqueada y hundida.
Algunos prisioneros escapados de los farallones de las Hormigas dieron la alarma al subdelegado del Partido de Chancay, quien avisó al virrey José Fernando de Abascal y Sousa en Lima. El virrey desplegó rápidamente una serie de medidas defensivas para evitar el proyectado ataque por sorpresa a los barcos del Callao. Los destacamentos de caballería de milicias que custodiaban la costa fueron reforzados con partidas de húsares y de dragones y la guarnición del Callao fue incrementada. Los barcos fueron colocados bajo protección de las baterías costeras. Destacó una goleta en la isla de San Gallán y un falucho a sotavento del Callao para que rápidamente pudieran dar aviso a los barcos que se acercasen sin saber la presencia de corsarios. El 20 de enero reunió una asamblea de comerciantes y recibió de ellos una donación de 200 000 pesos para equipar una escuadrilla de barcos con los que hacer frente a los corsarios. Fue formada una junta de cinco comerciantes para preparar la defensa marítima del Virreinato del Perú.
El 21 de enero de 1816 los corsarios se apostaron en la boca del puerto y lanzaron salvas de artillería saludando a la bandera argentina. Durante la noche se aproximaron al puerto y dispararon cañonazos sobre la costa y los barcos. Por la noche hundieron la fragata Fuente Hermosa.

El 22 de enero amaneció el perverso Brown fondeado cerca de la embocadura del rio Rimac con la mayor insolencia que es imajinable, como que sabia que en el puerto no habia ninguna lancha cañonera ni buque armado. Sus fuerzas eran compuestas de cuatro buques y un pailebot. Tres de ellos se adelantaron hasta fondear en la misma bahia, dispararon algunos cañonazos como por burla, se les contestó de los castillos, volvieron a levar anclas y anduvieron voltejeando hasta la media noche, hora en que volvieron a entrar a tirotear al puerto, y consiguieron hacer el daño de echar a pique uno de los buques que permanecian fondeados, la fragata Fuente-Hermosa.
Recuento realista de los hechos

Los corsarios liberaron a los prisioneros en isla de San Lorenzo y continuaron los días siguientes en la bahía del puerto repitiendo las alarmas. Prepararon luego un ataque dirigido por el capitán Chitty, que también cuenta la relación realista:

En la noche del 27 de enero tuvieron los corsarios el insolente arrojo de venir a la bahia en cuatro o cinco botes, habiendo hecho préviamente muchas candeladas en el cabezo de la isla para llamar la atencion, y hacer creer que habian desembarcado las tripulaciones. Entraron sus botes por sotavento de nuestros buques, y al «¡quién vive!» contestaron «ronda». Un bote abordó a una de las seis lanchas cañoneras que ya estaban armadas, y se trabó una sangrienta acción. Quiso la fortuna que hubiese en la lancha, cincuenta estremeños de las tropas nuevas de España; y a bayoneta y bala defendieron éstos la lancha, que de no se la sacan. Acudieron los botes de auxilio; y los asaltantes huyeron despues de haber recibido mucho daño tanto de la bayoneta como de los innumerables tiros que se les tiraron.

Los corsarios tuvieron en el combate contra las tropas del Regimiento de Extremadura, que llegaba al Perú, 25 muertos y 6 heridos.
El 28 de enero de 1816 apresaron dos importantes presas, las fragatas Candelaria y Consecuencia, esta arribaba procedente de Cádiz viajando a bordo el brigadier Juan Manuel de Mendiburu quien iba a tomar el cargo de gobernador en Guayaquil, quedando preso de los corsarios. La Candelaria viajaba de Chile al Perú y fue transformada en buque corsario, con 6 cañones de a 12 libras y 175 tripulantes.

## Ataque a Guayaquil
El 29 de enero de 1816 decidieron partir hacia el norte, en busca de la boca del río Guayas. Dando la apariencia de que regresaban a las costas de Chile, giraron luego y continuaron hacia el norte, alcanzando el 6 de febrero la boca de la ría de Guayaquil. Los prisioneros de rango inferior fueron desembarcados en la isla del Muerto y los barcos se situaron el 7 de febrero en la isla Puná, desde donde Brown pensaba intimar la rendición de la ciudad.
Juan Vasco y Pascual, gobernador de Guayaquil, había recibido aviso de comerciantes de Lima sobre el accionar de los corsarios, por lo que pudo tomar algunas medidas defensivas. Ordenó la reunión de milicias y reforzó las guarniciones de los fuertes, internó además los barcos cerca de la costa. El 8 de febrero logró arribar al puerto un pailebot comandado por José Villamil, quien comunicó que había sido perseguido por los corsarios que se hallaban en Puná.
Guillermo Brown les ordenó a Bouchard y a su hermano que permanecieran fondeados para proteger a las siete presas que habían tomado anteriormente. Brown trasladó su insignia a la Santísima Trinidad, con la que se disponía a atacar Guayaquil en razón de su menor calado, más adecuado a los efectos de navegar por el río Guayas.
Remontó el río Guayas con la Santísima Trinidad, escoltada por la goleta Nuestra Señora del Carmen y reforzados con la tropa de la Halcón, avanzaron por el canal de Jambelí. En la goleta iba un piquete de tropas de desembarco comandadas por el capitán Ramón Freire. Al día siguiente cruzaron fuego con la Fortaleza de Punta de Piedra, ubicada a 5 leguas de Guayaquil y armada con 12 cañones y escasa guarnición, a la que tomaron y demolieron. Al mediodía del 9 de febrero de 1816 atacaron una batería de 4 cañones ubicada a media legua de Guayaquil, reduciéndola y capturando 10 prisioneros luego de desembarcar tropas que destruyeron los cañones. Se dirigieron luego a atacar el Fuerte de San Carlos, último baluarte antes de llegar a la ciudad, que contaba con una guarnición de 50 hombres. Brown intentó acercarse a «tiro de pistola» de la batería de dos cañones situada a una milla de la ciudad, que al mando de Juan Ferrusola hacía fuego sostenido sobre sus naves. Pese a que el práctico le manifestó que «la marea está al vaciar: la ventolina es del Norte, si el buque falta a virar irá a la costa». Brown insistió y mientras realizaban el ataque, la baja de la marea hizo que el buque encallara y quedara expuesto al ataque desde tierra.
Los realistas recibieron refuerzos y la tripulación de la Santísima Trinidad tuvo muchas bajas y fue abordado a nado por los defensores, medio batallón que a bayoneta asaltaron el buque. Brown dio la orden de pasar a nado a la goleta que no se hallaba encallada, pero pocos lo consiguieron y debió arriar la bandera y rendirse. La Santísima Trinidad fue abordada por milicianos realistas que empezaron a rematar a los heridos, por lo que Brown se dirigió con una mecha encendida a la santabárbara, amenazando con volar el buque si no se detenía la matanza, lo cual consiguió porque el vecino y armador Manuel Jado se hizo llevar a bordo e hizo cesar el combate. Brown hizo bajar a tierra al capitán de la fragata Consecuencia, que tenía prisionero, para exigir garantías para él y sus hombres que quedarían prisioneros, amenazando con un sangriento ataque de los demás barcos corsarios si fueran asesinados.
La goleta Nuestra Señora del Carmen retornó por el río en busca de los demás barcos, cuyos capitanes avanzaron resueltos a destruir la ciudad si no conseguían un canje de prisioneros. El 11 de febrero de 1816 un cabildo abierto resolvió que no se escuchara proposición alguna de los corsarios, pero ante el peligro de un ataque destructor, aceptaron negociar el 13 de febrero al llegar los buques corsarios hasta ser detenidos por los cañones de una batería improvisada en el Fuerte de la Cruz, entablándose negociaciones. Tras una dura negociación, los otros corsarios lograron el día 17 de febrero canjear a Brown por la fragata Candelaria, tres bergantines y cinco cajones de correspondencia que transportaba la fragata Consecuencia. Se acordó el canje de prisioneros y el rescate de la fragata Gobernadora por 22 000 pesos. Al retirarse, los corsarios se llevaron las fragatas Hércules y Consecuencia, la corbeta Halcón y la goleta Carmen. Debieron abandonar la Santísima Trinidad, ya que se encontraba en malas condiciones. Una vez realizado el canje, el 27 de febrero los buques corsarios abandonaron la ría de Guayaquil.
El teniente de fragata Eugenio Cortés y Azúa, comandante realista de una de las seis cañoneras que habían defendido El Callao recibió a principios de octubre el mando del Trinidad, que aún se encontraba en Guayaquil. A mediados de diciembre, se dispuso su venta por el mal estado en que se encontraba para el servicio naval.
El virrey Abascal reprobó la transacción expresando en su relación de gobierno:

A los cinco dias se presentó el resto de la espedicion batiéndose con el fuerte de la Cruz, que por la actividad del coronel Bejarano se habia formalizado en paraje avanzado más de novecientas varas al de San Cárlos. El acertado fuego de esta bateria hizo fondear la fragata fuera del tiro, a repararse del daño que habia recibido en el casco y arboladura; y convencido el enemigo de la imposibilidad de vencer este punto, desistió de su empresa, y pasó a tratar con el gobernador sobre el canje del jeneral de aquella escuadrilla con los prisioneros que traia a su bordo, hechos en el puerto del Callao, y que venian de pasajeros desde Cádiz en la fragata Consecuencia. Nadie dudaba, segun esto, que seria desechada semejante proposicion, porque siendo ventajosa la situacion del gobernador de Guayaquil, era éste el caso de dictar la lei a los piratas. A pesar de todo, la sorpresa del público, del comercio y la de este gobierno fueron grandisimas al ver concedida en todas sus partes la transaccion propuesta por el enemigo, devolviéndole al caudillo principal, alma de la empresa, para continuar sus hostilidades en toda la estension del Pacifico.!

## Separación de Brown y Bouchard
Los corsarios se dirigieron a las islas Galápagos. Bouchard le informó a Brown que su nave hacía agua y que sus oficiales habían decidido regresar a Buenos Aires, por lo que solicitaba la liquidación del botín. En la isla de Charles, el 25 de marzo de 1816 en el reparto de presas la Halcón fue asignada a Brown consignando un valor de 10 000 pesos por el buque, mientras Bouchard obtenía la fragata Consecuencia, la goleta Carmen, y contraía una deuda de 3475 pesos.
Bouchard a bordo de la fragata Consecuencia inició el retornó a Buenos Aires por la ruta del cabo de Hornos. Nuevamente existieron diferencias con su tripulación, que en ocasiones se solucionaban mediante la violencia. En una ocasión se batió a duelo con un sargento mayor, lo que luego le produciría graves problemas legales. Estas diferencias aumentaron cuando un oficial de la nave Carmen le informó que la goleta hacía agua, a lo que el comandante contestó que igual debía pasar por el cabo de Hornos porque no echaría la embarcación a pique. En ese momento los oficiales de la goleta, inducidos por la tripulación, decidieron desobedecer a Bouchard y cambiaron el rumbo hacia las islas Galápagos. La Consecuencia arribó a Buenos Aires el 18 de junio de 1816.
El 9 de septiembre de 1816 fue ascendido a sargento mayor de marina. La Consecuencia fue renombrada como fragata La Argentina en 1817. El capitán chileno Ramón Freire, viajaba con él y retornó a Mendoza para incorporarse al Ejército de los Andes y comandar una de las columnas auxiliares en enero de 1817.

## Desembarco en San Buenaventura
Brown continuó la campaña y con la Hércules y la Halcón se dirigió en busca de víveres a la costa del Chocó, llegando el 24 de abril de 1816 a la bahía de San Buenaventura. Brown sabía que esa región estaba en poder de revolucionarios porque llevaba con él al teniente coronel Vanegas de las fuerzas patriotas de Nueva Granada.
Desde San Buenaventura Brown envió a Vanegas y al cirujano Carlos Handford hacia Cali y Popayán para dar aviso a los patriotas de su presencia y solicitar víveres. Las cartas que llevaban iban dirigidas a los gobernadores José Fernández Madrid y José Vázquez Figueroa, y tenían fecha del 23 de abril de 1816. Una de ellas cayó en poder de los realistas. Su post data expresaba:

P.D.- Uno de mis principales objetos había sido tomar posesión de uno de los puertos de Chile, para sostener la expedición que intentaban hacer los patriotas; pero viendo el retardo que debía sufrir dicha expedición, mudé de dictamen, pareciéndome le haría más servicio cortándole a los realistas los recursos de Lima. Efectivamente, he sabido después que dicha expedición aún no había pasado la cordillera. Fecha ut supra. -Brown.-Excmo. Señor Presidente general de las provincias de la Nueva Granada.

Sabiendo que una escuadra realista había partido del Callao en su búsqueda, Brown hizo levantar en tierra una batería de 6 cañones. Mientras reparaban a la Halcón, el barco se volcó y debió ser abandonado. La situación se volvió crítica al quedar con un solo barco, mientras aumentaba el peligro de ser atacados por mar y por tierra debido a la caída de Bogotá en manos realistas y el avance de esas fuerzas por la costa del Chocó.
El 2 de mayo de 1816 en el río Anchicayá, dentro del golfo de Buenaventura (actual Colombia) la Halcón al maniobrar sobre una de sus presas, el bergantín Socorro, chocó y se hundió, pudiendo salvarse su tripulación.
Luego de seis semanas, el 1 de junio de 1816 Brown zarpó de San Buenaventura con solo 55 tripulantes, dejando en tierra a otros 40 que prefirieron quedarse (entre ellos cirujano Carlos Handford y el capitán chileno Pablo Vargas), quedando allí una parte importante de las mercaderías y armas que no podían transportarse en la Hércules. El capitán realista Antonio Plá, durante su avance por el Chocó se apoderó de esas mercancías y armas, mientras que algunos de los tripulantes lograron ocultarse y se incorporaron en 1819 a las fuerzas de Simón Bolívar. Algunos patriotas neogranadinos que huían de las tropas realistas no llegaron a tiempo para escaparse en la Hércules.

## Retorno
De San Buenaventura Brown viajó a las islas Galápagos, en donde permaneció 12 días y se aprovisionó de 70 tortugas vivas, como víveres para el viaje. El 20 de junio de 1816 continuó viaje hacia el sur sin cruzarse con barcos españoles, doblando el cabo de Hornos en junio. Recaló en las islas Malvinas y tras un temporal arribó a fines de agosto de 1816 a la costa brasileña a la altura de cabo Frío, donde obtuvo noticias del bergantín británico Jane, sobre el arribo inminente de una escuadra portuguesa para apoderarse de Montevideo. Para no caer en manos portuguesas, continuó viaje hacia el norte con destino a la isla de Barbados. Brown consideraba a esa isla como «el puerto amigo más próximo a Buenos Aires».
El 25 de septiembre de 1817 en la bahía de Carlisle, frente a Bridgetown, Barbados, recibió la visita de las autoridades británicas y el 28 de ese mes a barlovento de la Martinica la Hércules fue capturada por sorpresa por el HMS Brazen, al mando del capitán Stirling. Fue condenada como navío pirata por el Almirantazgo de la isla de Antigua el 13 de noviembre de 1818, pero ninguno de los oficiales y tripulantes fue juzgado como pirata, en lo que fue una maniobra para hacerse con el buque y su carga. Efectivamente, si bien la Alta Corte del Almirantazgo Británico en Londres revocó finalmente la sentencia, tanto el buque como su equipo militar, su botín (mercurio, sedas, lencería, oro, etc.) y los efectos personales de sus tripulantes jamás fueron devueltos. La Hércules y su artillería fue rematada en Antigua, y agregada a la flota del almirante venezolano Luis Brión. Brown retornó a Buenos Aires a mediados de 1818.

## Escuadrilla realista
La flotilla realista preparada en el Callao con 6 buques mercantes fue armada con 122 cañones de los fuertes y tripulada con 820 marineros y 201 soldados veteranos del Regimiento de Extremadura. El mando fue dado al piloto Isidro Couceiro. Los barcos de la escuadrilla eran: la fragata Palafox de 18 cañones, al mando del capitán Fernando Fernández; la fragata Tagle de 26 cañones, al mando del capitán Juan B. Menchaca; la fragata Reina de los Ángeles, de 22 cañones, al mando del capitán José Baradini; la fragata Minerva, de 18 cañones, al mando del capitán Claudio Vila; la fragata Comercio, de 20 cañones, al mando del capitán Antonio Sarria; y el bergantín Europa, de 18 cañones, al mando del capitán Pedro Gorostiaga.
El 16 de febrero de 1816 partieron con rumbo sur sin alejarse de la costa, pero dos días después llegó a Lima el aviso de la presencia de los corsarios en Guayaquil, por lo que el virrey envió un barco a Pisco para alcanzar a la escuadrilla. Tomaron luego rumbo a Guayaquil, pero llegaron después de la partida de los corsarios, por lo que retornaron al sur para proteger los puertos de Chile llegando hasta la isla de Mocha sin hallar a los corsarios. El 5 de mayo llegaron a Talcahuano y 12 días más tarde a Valparaíso. Otro buque que había buscado a los corsarios era la corbeta Sebastiana, que procedente de Chiloé arribó sin novedad a Valparaíso el 1 de marzo de 1816.